# Ngụy Văn Thà
Ngụy Văn Thà (1943-1974) là một sĩ quan Chỉ huy của Hải quân Việt Nam Cộng hòa thuộc Quân lực Việt Nam Cộng hòa, cấp bậc Thiếu tá Hải quân. Chức vụ cuối cùng của ông là Hạm trưởng Hộ tống hạm Nhật Tảo HQ-10. Ông đã tử trận trong hải chiến Hoàng Sa ngày 19 tháng 1 năm 1974, được truy thăng cấp bậc Trung tá Hải quân.

## Tiểu sử
Ông sinh ngày 16 tháng 1 năm 1943 tại Trảng Bàng, Tây Ninh trong một gia đình điền chủ khá giả. Ông học Tiểu học và Trung học đệ nhất cấp ở Tây Ninh. Khi lên đệ nhị cấp, ông được gia đình cho về học ở Sài Gòn. Năm 1962, ông tốt nghiệp Trung học đệ nhị cấp với văn bằng Tú tài toàn phần (Part II).

## Binh nghiệp
Năm 1963, ông nhập ngũ vào quân đội, tình nguyện gia nhập lực lượng Hải quân Việt Nam Cộng hòa, ông được theo học khóa 12 Đệ nhất Song ngư tại Trường Sĩ quan Hải quân tại Nha Trang. Tháng 3 năm 1964 mãn khóa tốt nghiệp với cấp bậc Thiếu úy Hải quân ngành chỉ huy.
Sau khi ra trường, ông được thực tập trên Hải vận hạm LST-1166/MSS-2 Washtenaw County thuộc Hạm đội 7 của Hoa Kỳ. Sau đó chuyển về phục vụ trên Tuần dương hạm Ngô Quyền HQ-17 với chức vụ Thuyền phó. Ngày Quân lực 19 tháng 6 năm 1966, ông được thăng cấp Trung úy Hải quân tại nhiệm. Năm 1967, ông được cử giữ chức vụ Chỉ huy phó Giang đoàn 23 đóng tại Vĩnh Long. Ngày Quốc khánh 1 tháng 11 năm 1969, ông được thăng cấp Đại úy Hải quân và chuyển sang Tuần duyên đĩnh (Patrol Boat) Kèo Ngựa HQ-604 giữ chức vụ Thuyền trưởng. Tháng 4 năm 1972, ông được thăng cấp Thiếu tá Hải quân, chuyển đi làm Hạm trưởng Giang pháo hạm (Landing Ship Infantry Ligth) Tầm Sét HQ-331. Ngày 16 tháng 9 năm 1973, chuyển sang Hộ tống hạm Nhật Tảo HQ-10 với chức vụ Hạm trưởng.

## Hải chiến Hoàng Sa 1974
Ngày 18 tháng 1 năm 1974, Hộ tống hạm Nhật Tảo HQ-10 do ông chỉ huy đang tuần tiễu tại vùng biển Đà Nẵng thì được lệnh hành quân trực chỉ quần đảo Hoàng Sa, tiếp ứng lực lượng Hải đội Việt Nam Cộng hòa tại đây. Bấy giờ, tàu HQ-10 đang có một máy chính và radar hải hành đang ở trạng thái hư hỏng không sử dụng được.
Vào lúc 10 giờ 22 phút sáng ngày 19 tháng 1 năm 1974, trận giao chiến giữa lực lượng Hải quân Việt Nam Cộng hòa và Hải quân Trung Quốc đã nổ ra. Mỗi bên đều có 4 tàu, tuy nhiên tàu của Quân lực VNCH to hơn và trang bị hỏa lực mạnh hơn nhiều.
Phía Trung Quốc, hai chiến hạm Trung Quốc mang số 389 và 396 đồng loại tấn công thẳng vào soái hạm của Việt Nam Cộng hòa là chiếc Tuần dương hạm Lý Thường Kiệt HQ-16. HQ-10 lập tức can thiệp, pháo kích dữ dội, bắn trúng đài chỉ huy của tàu 389 và làm cháy phòng máy khiến 389 bị hư hại nặng, không thể điều khiển được nữa. Các tàu Trung Quốc 389 và 396 chuyển làn nhắm vào HQ-10 và phản pháo. HQ-10 bị bắn trúng tháp pháo và buồng điều khiển, làm Hạm trưởng và Hạm phó Nguyễn Thành Trí bị thương nặng, tay lái không còn điều khiển được nữa và HQ-10 cũng bị rơi vào tình trạng bị trôi dạt như 389.
Trước tình hình tàu bị hư hại nặng, ông ra lệnh cho thủy thủ đoàn dùng bè đào thoát, nhưng một số pháo thủ và ông tiếp tục ở lại bắn vào tàu Trung Quốc. Cả hai 389 và 396 đều bị HQ-10 bắn hư hại, 389 dạt vào một bãi san hô và 396 bị HQ-10 bắn trúng hầm máy gây nổ và phát hỏa. Về phía HQ-10, cơ khí trưởng là Trung úy Huỳnh Duy Thạch cùng các nhân viên cơ khí khác cũng bị tử thương 
Theo lời kể của Trung tá Hải quân Lê Văn Thự chỉ huy tàu HQ-16 thì: Phân đoàn II (gồm HQ-16 và HQ-10) là cánh tham chiến chủ yếu, còn Phân đoàn I (gồm HQ-4 và HQ-5) chỉ ở bên ngoài "nhìn và đợi". Và vì quá lo sợ Trung Quốc nên tin chắc thế nào Phân đoàn II cũng bị đánh chìm, Đại tá Hải quân Hà Văn Ngạc đã ra lệnh HQ-5 bắn 5 - 7 phát trước khi rút lui, mấy phát đạn này lại bắn trúng vào đồng đội là chiếc HQ-16, khiến tàu HQ-16 bị hỏng nặng. Cũng theo Trung tá Thự thì:
...Tiếp đến HQ-10 báo cáo Hạm trưởng bị thương. Tôi ra lệnh Hạm phó lên thay quyền chỉ huy, đồng thời đặt ống nhòm nhìn sang HQ-10 tôi thấy một ngọn lửa nhỏ cháy ở đài chỉ huy có thể dập tắt được bằng bình CO2 mà sao không ai làm. Quan sát phía sau lái HQ-10 tôi thấy 4, năm cái đầu nhấp nhô trên mặt biển. Tôi không biết chuyện gì xảy ra trên HQ-10 vì không nghe báo cáo gì thêm. Tôi đoán chừng vì Hạm trưởng bị thương nặng nên HQ-10 như rắn mất đầu. Một số thủy thủ nhát gan sợ tàu cháy hay trúng đạn nổ nên đã bỏ tàu nhảy xuống biển. Nhưng HQ-10 vẫn nổi bình thường, thăng bằng, không nghiêng một chút nào cả.
Trận chiến Hoàng Sa rất giản dị, chẳng có chiến thuật gì rắc rối, phức tạp cả. Tôi chỉ khai thác sơ hở của ba chiến hạm Trung Quốc tập trung một chỗ trong lòng chảo để tấn công. Nếu thủy thủ đoàn HQ-16 và HQ-10 có kinh nghiệm tác xạ, HQ-16 không bị trúng đạn của đồng đội (HQ-5) và Hạm trưởng HQ-10 không bị thương thì chắc chắn ba tàu Trung Quốc phải bị đánh chìm. Tôi còn nghi vấn về Hạm trưởng HQ-10 bị thương là do đạn của Trung Quốc hay cũng bị trúng đạn của đồng đội là HQ-4, HQ-5
Tới 11 giờ 49 phút, khi các chiến hạm khác của Việt Nam Cộng hòa đã rút khỏi vùng giao chiến, hai chiến hạm Trung Quốc là 281 và 282 tiến vào vùng Hoàng Sa và tập trung hỏa lực bắn vào HQ-10. Hộ tống hạm Nhật Tảo chìm cùng thuyền trưởng và một số thủy thủ ở vị trí cách 2,5 hải lý về hướng nam đá Hải Sâm, lúc 14 giờ 52 phút cùng ngày.
Sau khi ông tử trận, Chính phủ Việt Nam Cộng hòa đã truy tặng Đệ ngũ đẳng Bảo quốc Huân chương kèm Anh dũng Bội tinh với nhành dương liễu và truy thăng cấp bậc Trung tá Hải quân.

## Huy chương
Ông được tặng thưởng 13 huy chương đủ loại trong đó có:
- Đệ ngũ đẳng Bảo quốc Huân chương (truy tặng)
- Anh dũng Bội tinh với nhành dương liễu (truy tặng)

## Gia đình
Ông có vợ là bà Huỳnh Thị Sinh và ba người con gái. Hiện bà và các con vẫn sống ở Việt Nam.